# Lois Weinberger (Künstler)

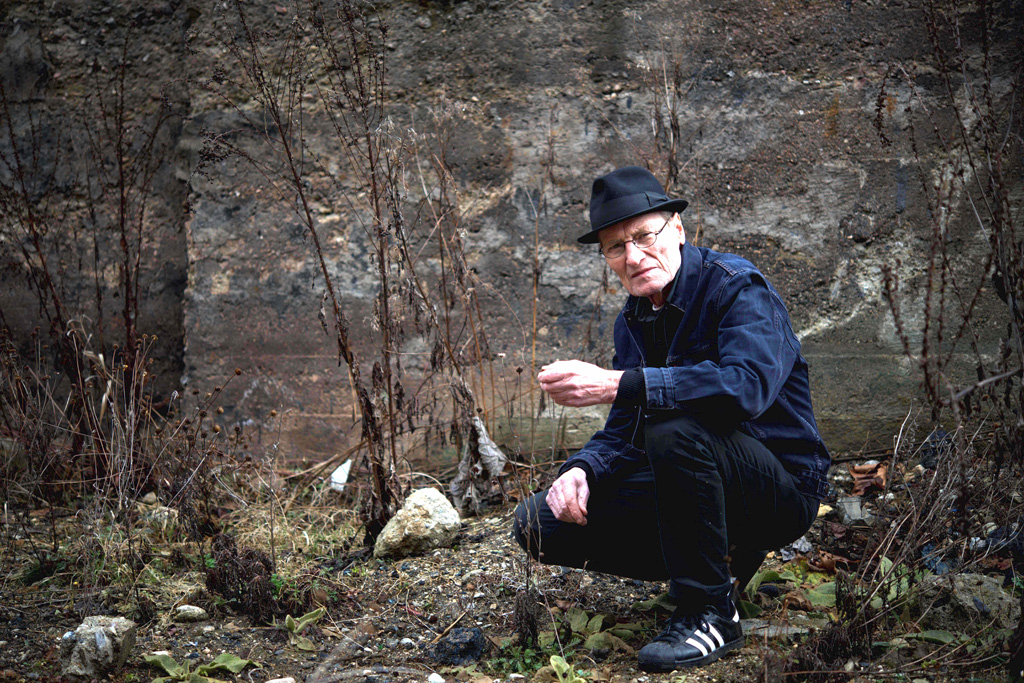
Lois Weinberger in seinem Gebiet in Gars – 2017

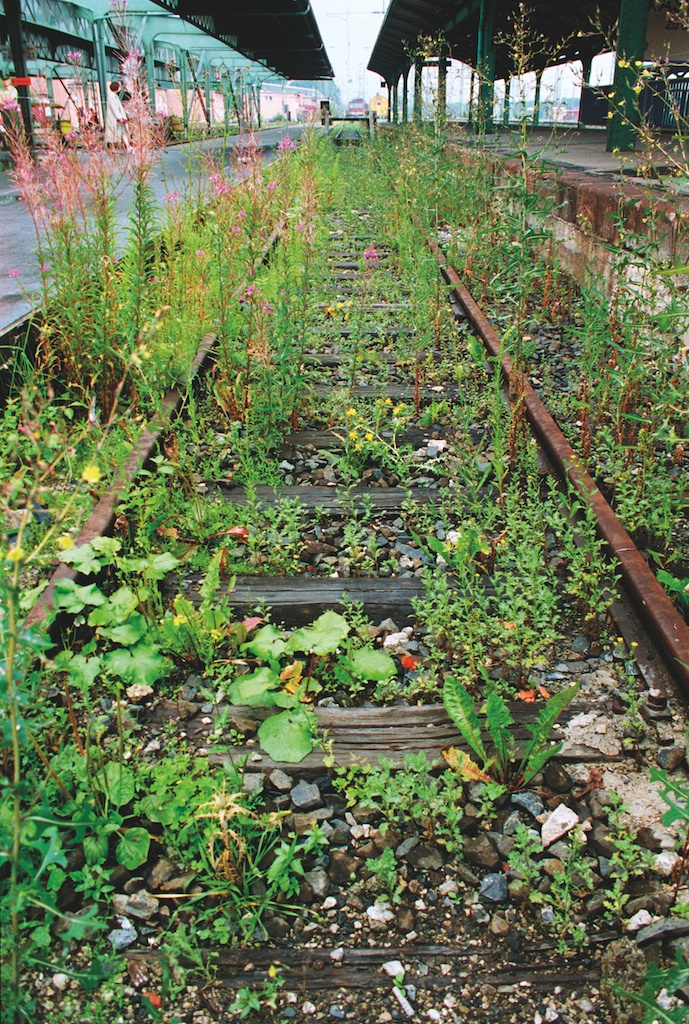
Bahngleis, Neophyten aus Süd- und Südosteuropa, Länge 100 m (documenta 10, 1997)

Lois Weinberger (* 24. September 1947 in Stams; † 21. April 2020 in Wien) war ein österreichischer Künstler, der maßgeblich die neue Debatte um „Kunst-Natur“ ab den 1990er Jahren mitbestimmte. Er lebte mit seiner Frau Franziska in Wien, Gars am Kamp und Innsbruck.

## Werk
Lois Weinberger arbeitete an einem poetisch-politischen Netzwerk, das den Blick auf Randzonen lenkt und Hierarchien infrage stellt. Weinberger verstand sich als Feldarbeiter und begann in den 1970er Jahren mit ethnopoetischen Arbeiten wie der „fragmentarischen Bestandsaufnahme“ seines Geburtsortes Stams, die eine Basis bildet für die seit Jahrzehnten entwickelte künstlerische Auseinandersetzung mit dem Natur- und Zivilisationsraum. Ruderalpflanzen, die alle Bereiche unseres Lebens tangieren, sind Ausgangs- und Orientierungspunkt für Notizen, Zeichnungen, Fotos, Objekte, Texte, Filme und Arbeiten im öffentlichen Raum.
Mit seiner konsequenten Pflanzenkunst verfolgte er die Aufwertung des Wildwuchses und des Unkrautes, die in seinem Werk Metaphern waren für alles Unerwünschte und Dissidente. Weinberger sprach sich gegen das Geordnete, Reine und übersichtlich Angelegte von Zivilisation und Gartenbaukunst aus; ihm war der Schutz des scheinbar nutzlosen Unkrautes und die Kunst des botanischen Widerstands der archimedische Punkt seiner Vegetationsästhetik.
Weinberger goss nach dem Mauerfall das Gestrüpp im Berliner Todesstreifen, als ob es so wertvoll wäre wie ein Rosengarten. 1991 bis 1992 entwarf Weinberger den WILD CUBE – eine Torstahl-Einfriedung, in der die Aufforstung durch Spontanvegetation erfolgte, ohne menschliches Zutun – RUDERAL SOCIETY – eine Lücke im urbanen Raum.
Gleichzeitig begann Weinberger mit den subversiven Pflanzentransfers in angeeigneten Gebieten der Stadt wie im Landschaftsraum.
1993 entstand die Arbeit „BRENNEN und GEHEN“. Weinberger riss im Sommer während der Festspielzeit am Platz vor der Szene Salzburg den Asphalt auf und überließ dieses 8 × 8 Meter große, eingefriedete Gebiet sich selbst. 1997 wurde diese Arbeit zur documenta X auf dem Parkplatz des Kulturbahnhofs und 1998 in Tokio erneut installiert.
Ebenfalls zur documenta X bepflanzte Weinberger ein stillgelegtes Bahngleis von 100 Metern mit Neophyten aus Süd- und Südosteuropa, das zur international beachteten Metapher für die Migrationsprozesse unserer Zeit wurde und mit seinen poetisch-politischen Bezügen weit darüber hinausweist. Seit 2015 wird die Arbeit restauriert und soll weiterhin als Kunstwerk in Kassel verbleiben.
2009 setzte Weinberger für den österreichischen Pavillon der Biennale Venedig in die Giardini einen Komposthaufen und schuf der Spontanvegetation einen Raum mit Strukturen. 2017 war Weinberger zur documenta 14 in Athen und Kassel eingeladen. Im Park der Karlsauen zog er eine lange Schneise durch den englischen Rasen, um zwischen den Spazierwegen ein „Flüchtlingslager“ fürs Unkraut zu eröffnen. In Athen wiederum zeigte er in einer Vitrinenausstellung das biografische Unkraut seiner Familiengeschichte, das sich bei der Sanierung des elterlichen Bauernhofs unter den Dielen abtragen ließ.
„Belassene Gärten der Vielfalt entsprechen heutigen Dringlichkeiten / dem Bemerken von Zäsuren / Verbindungen und ihren Vibrationen / den Garten als Zeichen des freiwilligen Verzichts / der Gelassenheit / des Nichteingreifens zu sehen. Brachen / Peripherien sind Gärten und Orte / in denen sich die Grenzen als Bewegtes / Unsicheres zeigen.“ L.W. 1990

## Preise, Stipendium, Professur
- 2014: Kunstpreis der Klocker-Stiftung Innsbruck
- 2010: Würdigungspreis für Bildende Kunst des Landes Niederösterreich
- 2006: Tiroler Landespreis für Kunst
- 2005: Ehrenzeichen der Leopold-Franzens-Universität Innsbruck
- 2005: Würdigungspreis für Bildende Kunst, BKA Wien
- 1999: Großes Kunststipendium des Landes Tirol
- 1999: RBB Bank Preis, Graz
- 1998: Preis der Stadt Wien für Bildende Kunst
- 1994–1995: Atelierstipendium Künstlerhaus Bethanien, Berlin
- 1993–1994: Professur an der Akademie Karlsruhe
- 1985: Förderungspreis für Bildende Kunst, BUMUK Wien

## Vorlesungen und Vorträge 2014–1996 (Auswahl)
- „Die Erfindung der Landschaft“, Pinakothek der Moderne, München; Architekturmuseum der TUM
- „Naturally Hypernatural — Concepts of Nature“, Konferenz Universität Graz + School of Visual Arts New York + Universalmuseum Joanneum Graz
- „Dinner–Speech“: Hayek Colloquium’13, Obergurgl / Tirol
- „gehen, blühen, fließen — Naturverhältniße in der Kunst“, Symposium Muthesius Kunsthochschule, Kiel
- „Field Work“: Traverses, Symposium Musée d’Art Moderne Saint Etienne
- „Field Work“: Accademia di Architettura Mendrisio, CH
- „Field Work“: DenkraumDonaustadt, Wien
- „Works in Public Space“: Cherismus Arte Contemporanea in Sardegna
- „Projects“: Institut für Kunstgeschichte, Universität Innsbruck
- „Field Work“: Neuland Symposion, Institute for Landscapearchitecture, Leibniz Universität, Hannover
- „Field Work“: Justus–Liebig–Universität Gießen
- „About the work“: Dopopaesaggio – Atlante – Symposium Palazzo Pitti, Florenz
- „About the work“: Akademie der Bildenden Künste Karlsruhe
- „Projects“: Hochschule für Bildende Künste Dresden
- „About the work“: Institut für Kunstgeschichte, Universität Innsbruck
- „Running Projects“: Hochschule der Künste Berlin
- „Hiriya–Dump“: WATARI–UM Museum of Contemporary Art, Tokyo
- „Hiriya–Dump“: OK. Zentrum für Gegenwartskunst, Linz
- „Das Ruderal in der Kultursteppe“: WATARI–UM Museum of Contemporary Art, Tokyo
- „Hiriya–Dump“: Jerusalem au pluriel – Symposium Musée de la Vieille Charité Marseilles
- „Das Ruderal in der Kultursteppe“: 100 Tage – 100 Gäste, documenta X, Kassel
- „Das Ruderal in der Kultursteppe“: Tiroler Landesmuseum, Innsbruck
- „Das Andere – im Garten“: Bauhaus-Universität Weimar

## Ausstellungen (Auswahl)
- 2021: Basics, 21er Haus Belvedere (solo)
- 2021: Was sein wird / Zukünfte, Kunsthaus Graz
- 2021: Neuerwerbung, Kunsthaus Bregenz
- 2021: Inventing Nature, Kunsthalle Karlsruhe
- 2020: Corridor Gallery, Antwerpen (solo)
- 2020: Fragile Schöpfung, Dom Museum Wien
- 2020: Die Poesie des Gärtners – der Garten als Metapher und Wirkungsfeld, Galerie Parrotta Contemporary, Köln / Burg Lede, Bonn
- 2020: Slow Life / Radikale Praktiken des Alltags, Ludwig Museum (Koblenz)
- 2020: (Un)Endliche Ressourcen, Städtische Galerie Karlsruhe
- 2020: Pine’s Eye, Talbot Rice Gallery, Edinburg
- 2020: Slow Life. Radical Practices of the Everyday, Ludwig Museum, Budapest
- 2020: Record of the Invisible. Le Grand Café, Saint-Nazaire, F
- 2020: Michikusa-Walking with the Ruderals, Contemporary Art Center, Art Tower Mito (Japan)
- 2020: Eine Schwalbe macht noch keinen Sommer, Kunsthaus Dresden
- 2020: Basics. Die Idee einer Ausdehnung, Feststiege Schloss Esterházy, Eisenstadt
- 2019: Museum Tinguely, Basel (solo)
- 2019: Watari-Um Museum of Contemporary Art, Tokyo (solo)
- 2019: Reborn Art Festival, Aij-Island, Miyagi, Japan
- 2019: Bruegel’s Eye, Dilbeek / Brussels
- 2018: Frac Franche-Comté, Besancon (solo)
- 2018: Galerie Krinzinger, Wien (solo)
- 2018: Salle Principale, Paris (solo)
- 2018: H.C.Artmann Festival, Breitenseer Lichtspiele, Wien
- 2018: Folklore, Museum Moderner Kunst, Salzburg
- 2017: Lois Weinberger Konjunktionen mit Heath Bunting und Ladislav Zajac, nGbK, Berlin (solo)
- 2017: documenta 14, Athen und Kassel
- 2017: Jardin infini, Centre Pompidou-Metz, Metz
- 2017: Nah und Fern, Skulptur Triennale Bingen
- 2017: Naturgeschichten – Spuren des Politischen, MUMOK, Wien
- 2017: Transhumance, Centre international d'art et du paysage de Vassivière
- 2017: nGbK, Berlin (solo)
- 2016: Aha, this is my natural habitat, mariondecannière artspace, Antwerpen
- 2016: Die Sprache der Dinge. Materialgeschichten aus der Sammlung, 21er Haus Belvedere Wien
- 2016: Plant Culture, Attenborough Arts Centre, Leicester
- 2016: Salle Principale, Paris (solo)
- 2015: Skulpturenpark, Köln
- 2015: Kunsthalle Mainz (solo)
- 2015: S.M.A.K. Stedelijk Museum voor Actuele Kunst, Gent (solo)
- 2014: Landscape: the virtual, the actual, the possible? – GuangDong Times Museum, Guangzhou
- 2014: Kadist Art Foundation, Yerba Buena Center for the Arts, San Francisco
- 2014: Soleil politique, Museion Bozen
- 2014: Berlin Photo, Teutloff Photo Collection Bielefeld
- 2014: Douglas Hyde Gallery, Dublin (solo)
- 2013: Neue Sammlung, Berlinische Galerie, Berlin
- 2013: Ephemeropterae, TBA21, Wien
- 2013: Tiroler Landesmuseum Ferdinandeum, Innsbruck (solo)
- 2012: Kunst nach 45, Städel Museum, Frankfurt
- 2012: The Nature of Disappearance, Marianne Boesky Gallery, New York
- 2012: Tropicomania: the social life of plants, Betonsalon – Centre d’Art et Recherche, Triennale Paris
- 2012: Botanica, Villa Dieu Seul Sait, Cotonou, Benin (solo)
- 2011: Musée d’Art Moderne, Saint Etienne (solo)
- 2009: The Death of the Audience, Wiener Secession
- 2009: Österreichischer Pavillon, Biennale Venedig
- 2009: Berlin 89/09 – Kunst zwischen Spurensuche und Utopie, Berlinische Galerie, Berlin
- 2009: tranzit, Bratislava (solo)
- 2008: Micro-narratives, Musée d’Art Moderne St. Etienne
- 2008: Lentos Kunstmuseum Linz (solo)
- 2007: Das Gartenarchiv. Der Garten in der Kunst, Belvedere Vienna
- 2007: Kunsthalle Gießen und Neuer Kunstverein Gießen (solo)
- 2006: Toyota Museum of Art, Toyota
- 2006: 21st Century Museum Contemporary Art, Kanazawa
- 2006: Arnolfini, Bristol (solo)
- 2005: EXPO Japan, Nagoya City Arts Museum
- 2005: 50 Jahre documenta, documenta Archiv, Kassel
- 2005: Involution, CAC / Centre d'art contemporain, Brétigny
- 2005: S.M.A.K. Stedelijk Museum voor Actuele Kunst, Gent (solo)
- 2004: Liverpool Biennale
- 2004: Kunsthallen Brandts Klaedefabrik, Odense (solo)
- 2003: Kunstverein Hannover (solo)
- 2003: Villa Merkel Esslingen am Neckar (solo)
- 2002: Unexpected selection, The Art Museum Miami
- 2002: Massachusetts Museum of Contemporary Art
- 2002: Galerie im Taxispalais, Innsbruck (solo)
- 2002: Douglas Hyde Gallery, Dublin (solo)
- 2001: Sonsbeek 9, Arnheim
- 2001: Bonner Kunstverein (solo)
- 2000: Museum Moderner Kunst 20er Haus Wien (solo)
- 2000: Freud Museum London (solo)
- 2000: Camden Arts Centre, London (solo)
- 1999: Zeitwenden, Kunstmuseum Bonn
- 1999: Watari-Um Museum of Contemporary Art Tokio (solo)
- 1998: Tel Aviv Museum of Art
- 1998: Villa Medici in Rom
- 1997: documenta X in Kassel
- 1991: Biennale São Paulo
- 1985: De Sculptura, Wien

## Kunst im öffentlichen Raum
- 2018: Wild Cube, Frac Franche-Comté, Besancon (permanent)
- 2017: Der Canaletto-Blick / Laubreise, Erste Bank Campus, Wien (permanent)
- 2015: Spur, Skulpturenpark Köln (bis 2019)
- 2014: Laubreise, Klocker-Stiftung Innsbruck (permanent)
- 2014: Skulptur, Schloss Esterhazy, Eisenstadt (permanent)
- 2014: Portable Garden, Villa Merkel Esslingen (permanent)
- 2013: I-weed, Street Art Passage, MuseumsQuartier Wien (permanent)
- 2013: Wild Cage, Universalmuseum Joanneum, Graz (permanent)
- 2012: Garden, Gare de Rennes, Les Prairies – Biennale d’Art Contemporain
- 2011: Wild Cube, 21er Haus Belvedere, Wien (permanent)
- 2009: VorPlatz, OMV Hoch 2, Headoffice Wien, henke & schreieck architekten (permanent)
- 2008: Promenade, Parc Bois d'Avaize, Saint Etienne (permanent)
- 2006: Neue Justizanstalt West, Innsbruck / Arch. Dieter Mathoi (permanent)
- 2006: Weingut Hofstätter, Tramin / Arch. Walter Angonese (permanent)
- 2005: Kartographien, Landhaus 2, Innsbruck / frank & probst architekten (permanent)
- 2005: Kennedy rondpunt – De Bolle, Städtisches Großprojekt, Ostende (permanent)
- 2004: 9 Höfe, Justizzentrum Leoben / Arch. Josef Hohensinn (permanent)
- 2004: Dachgarten für die Wienbibliothek im Rathaus Wien / Arch. hempel & hempel (permanent)
- 2002: 1a urbane Orte-(Dis)Lokationen, Städtisches Großprojekt Wettbewerb München / zusammen mit plansinn, Wien
- 2002: Garten, Neues Landesmuseum St. Pölten / Arch. Hans Hollein (permanent)
- 2000: The Edge of the City, Spacex Gallery, Exeter
- 1999: Hiriya-Dump, Vorschläge zur neuen Nutzung eines Müllberges bei Tel Aviv, Israel
- 1999: Garten-eine poetische Feldarbeit, Neue Sozial- und Wirtschaftswissenschaftliche Universität Innsbruck / henke & schreieck architekten (permanent)